# 기본 입자

기본입자의 표준 모형

물리학에서 기본 입자(基本粒子, elementary particle)는 다른 입자를 구성하는 가장 기본적인 소립자를 말한다. 기본 입자와 그 상호작용을 연구하는 물리학의 분과는 입자 물리학이다.
더 이상 쪼갤 수 없는 궁극의 단위라는 뜻으로 볼 때에는 절대적인 기본 단위를 생각할 수 있겠지만, 과연 가장 기본이 되는 단위가 존재하는지는 확실하지 않다. 역사적으로 분자, 원자, 원자핵 등이 각각 기본 입자라고 생각했지만, 새로운 발견을 통해 이들이 더 작은 입자를 조합하여 설명할 수 있는 구조를 가지고 있기 때문에 언제나 새로운 기본 입자가 제시되어 왔다.
현재, 실험에 의해 가장 작은 단위라고 생각하는 기본 입자는 표준모형의 쿼크와 렙톤, 게이지 보손과 힉스 보손이다. 그러나 이들 역시 구조를 가지고 있다고 보는 이론들이 있다 (프리온 이론).

## 역사
역사적으로, 데모크리토스는 만물이 연속적이지 않고, 더 이상 나눌 수 없는 알갱이로 만들어졌다고 주장하였다 (원자론). 그는 이 가설적인 알갱이를 원자라고 불렀다. 이후 화학의 발전에 따라, 화학적인 과정으로 더 이상 쪼갤 수 없는 알갱이를 원자라고 부르게 되었다. 그러나 이후 각종 물리적인 방법으로 원자를 쪼갤 수 있다는 사실이 발견되었다. 어니스트 러더퍼드는 원자가 전자와 원자핵으로 만들어졌다는 사실을 밝혔으며, 이후 원자핵 또한 양성자와 중성자로 만들어졌다는 사실이 밝혀졌다. 그 후, 양성자와 중성자마저 쿼크와 글루온이라는 소립자로 이루어졌다는 간접적인 증거가 발견되었다. 아직까지 전자와 쿼크는 내부 구조를 가진다는 증거가 없다.
기본 입자에 대한 아이디어는 20세기 초 "양자" 개념에 의해 발전된 것으로 전자기파에 대한 지식이 축적되고 양자역학이 정립되면서 급격히 발전하였다. 기본 입자 발견은 원자핵을 이루는 양성자, 중성자 등의 하드론과 중간자 같은 하드론의 물리적 특성에 의해 예견되었으며 이후 보손과 페르미온의 관측이 이루어졌다.

## 성질
모든 기본 입자는 푸앵카레 군의 표현을 이룬다. 이에 따라 모든 기본 입자는 네 가지의 양자수, 즉 스핀 (J), 반전성 (P), 전하켤레대칭성 (C), 질량 (m)을 가진다. 이 중 P와 C는 ±1 이고, 스핀은 정수 또는 반정수의 값을 가진다. 오직 질량만이 임의의 양의 실수나 0의 값을 가질 수 있다. 이 밖에도 입자가 다른 대칭을 표현하면 (즉 게이지 보손과 상호작용하면) 이에 따른 양자수를 가진다. 예를 들어, 전자기 상호작용을 하는 입자는 전자기력의 U(1) 대칭에 따라 전하라는 양자수를 가지고, 색력으로 상호작용하는 입자는 색이라는 양자수, 약력으로 상호작용하는 입자는 약한 아이소스핀과 약한 초전하라는 양자수를 가진다.
와인버그-위튼 정리에 의하여, 특수한 경우를 제외하고 모든 기본 입자의 스핀은 0, ½, 또는 1이다. 여기서 특수한 경우는 스핀 1½의 초중력자와 스핀 2의 중력자를 말한다. (물론 기본 입자가 아닌 합성 입자는 임의의 정수 또는 반정수의 스핀을 가질 수 있다.) 스핀이 0인 입자는 스칼라 보손 [또는 유사 스칼라 (pseudoscalar) 보손], 스핀이 ½인 입자는 페르미온, 스핀이 1인 입자는 벡터 보손이라고 부른다.
예를 들어 현재까지 발견된 기본 입자 중 렙톤과 쿼크는 페르미온이고, 게이지 보손은 벡터 보손이다. 2012년 7월 4일 유럽의 LHC에서 발견된 것으로 보이는 히그스 보손은 스칼라 보손일 것이라고 예측하고 있으나 확실하지 않다.

## 표준 모형
표준 모형은 강력과 약력 그리고 전자기력의 힘을 한가지로 통일한 이론이다.
표준 모형에는 12 종류의 기본 페르미온과 12 종류의 기본 보손, 이들 각각에 대한 반입자, 그리고 2012년 발견된 것으로 확실시되는 힉스 보손이 있다.

## 같이 보기
- 아원자 입자
- 입자물리학
- 입자의 목록